# یولاندا سولر
یولاندا سولر (اسپانیایی: Yolanda Soler‎؛ زادهٔ ۹ ژانویه ۱۹۷۲) جودوکار اهل اسپانیا بود.
وی در مسابقات کشوری و بین‌المللی در مجموع برندهٔ ۱ مدال برنز شده‌است.